# 국현호
국현호(2002년 8월 16일 ~ )는 대한민국의 축구 선수로, 포지션은 공격수이다.